# ヨゴレ (魚類)
ヨゴレ（汚、Carcharhinus longimanus、英名：Oceanic whitetip shark）はメジロザメ属に属するサメの一種。世界中の暖海の外洋に生息する大型種で、全長3m程度。鰭の先端が白くなっていることが特徴で名前の由来（汚れ）になっている。魚類を中心に、見境なく何でも貪食する。胎盤を形成して子供を産む。人を襲うこともあり、危険性がある。絶滅が心配されていて、漁獲が禁じられている。日本における地方名はヒラガシラ、リュウキュウメジロ、モブカ、ナガレブカなどがあり、沖縄名はウフバニー。

## 分類
最初の記載は博物学者ルネ＝プリムヴェール・レッソンにより、1831年のVoyage autour du monde において行われた。この時の学名はSqualus maou で、記載はコキーユ号での世界一周航海中にトゥアモトゥ諸島から得られた2個体に基づいて行われている。だが、この記載と学名はその後忘れられた
2番目の記載は1861年、キューバのフェリペ・ポエにより行われ、この時の学名はSqualus longimanus であった。種小名longimanus はラテン語で"長い腕"を意味し、胸鰭が長いことに由来する。他の英名にはBrown Milbert's sand bar shark・brown shark・nigano shark・whitetip whaler・whitetip sharkなどがある。
国際動物命名規約によると、通常は最初に発表されたSqualus maou に優先権があり、現在の学名はCarcharhinus maou とすべきであることになるが、長期間に渡ってCarcharhinus longimanus が使われてきたため、こちらの名を用いるのが妥当だと考えられる。動物命名法国際審議会によるOfficial Lists and Indexes of Names in ZoologyでもCarcharhinus longimanus が認められている。

## 分布
最も広く分布するサメの一つで、分布域は全海洋の熱帯から亜熱帯海域に広がる。外洋性で、沿岸部には少ない。海表面から水深約150mでみられる。20℃以上の水温を好む。

## 形態
最大で全長3.5m、体重167.4kg 。ほとんどは3mに満たない。メジロザメ類の中では特徴的な外見で他種と区別しやすい。体型は流線形。背側の体色は灰色から褐色で、オリーブがかることもある。腹側は白色。吻は平らでカーブする。背鰭、胸鰭は非常に大きい。円いカーブを描く各鰭の先端部には、明瞭な白斑が見られる。境界は不鮮明で、汚れのように見えることからその名がついた。両顎歯は異形。上顎歯は幅広の三角形で鋸歯縁をもつ。下顎歯は細身の三角形で、先端付近のみ鋸歯縁をもつ。いずれも単尖頭である。

## 生態
外洋性のサメで、普段は海表面近くをゆっくりとしたスピードで遊泳する。基本的には単独で行動し、ブリモドキやコバンザメ、シイラを伴うことが多い。またコビレゴンドウの群れに混じって行動することも報告されている。餌生物は主に硬骨魚類で、他に頭足類や甲殻類、海鳥、ウミガメ、エイ、哺乳類（鯨類）の死骸などが含まれる。また海に浮遊するゴミを口にすることもある。外洋という餌が乏しい環境に生息するヨゴレは機会選択的捕食者であり、好奇心旺盛と見なされるかもしれない。餌を見つけると動きが活発になり狂乱索餌と呼ばれる状態になることもある。
胎生で、胎盤を形成する。妊娠期間は10-12ヶ月で、産仔数は1-14尾だがそれ以上の胎仔をもつ可能性もある。産まれたときの大きさは60-65cm。雄は1.7-1.9m、雌は1.8-2.0mで成熟し、このときの年齢は6-7歳に相当する。成熟年齢は4-5歳という報告もある。

## 人との関わり

### 水産
日本では毎年14トン程度が水揚げされ、そのほとんどがマグロ延縄による混獲である。資源量は減少傾向にあり、大西洋まぐろ類保存国際委員会（ICCAT）、全米熱帯マグロ類委員会（IATTC）、中西部太平洋まぐろ類委員会（WCPFC）の規制対象になっている。2010年のCITES第15回締約国会議では附属書IIへの掲載が提案されたが、否決された。
肉はヒレの他、干し肉、薫製、魚肉練製品などに加工される。鰭はフカヒレに利用される。脊椎骨や皮も利用される。大きなヒレはフカヒレとして人気がある。

### 危険性
成魚は人に対して、やや危険である。海中で遭遇した場合は、細心の注意を払って行動する必要がある。沿岸性のものではホホジロザメ・イタチザメ・オオメジロザメが人間に危険とされているが、外洋性の種ではヨゴレは最も危険なサメのひとつである。海洋学者のジャック＝イヴ・クストーは、ヨゴレについて「あらゆるサメの中で最も危険」と述べている。
しかし、襲撃は沿岸ではなく外洋で行われるため、残された記録は多くない。戦没艦船の事例として、1942年にイギリスの客船ノバスコシアが南アフリカ沖のインド洋で沈没し1,052名の乗員のうち858名が死亡した際や、1945年にフィリピン海で米国海軍の重巡洋艦インディアナポリスが沈没し約800名の乗員が死亡した際には、多くがヨゴレの犠牲になったとされる。
2010年11月下旬から12月にかけて、エジプトの紅海沿岸のリゾート地シャルム・エル・シェイクで海水浴客が相次いでサメに襲撃され、死傷した。沿岸での被害ではあるが、これはヨゴレによるものと考えられている。
実際は危険性がほぼない可能性も指摘されている。前述のインディアナポリス乗員の複数の生き残りらも、「数日間に亘る飲料水欠乏が問題であり、鮫はほとんど気にならなかった」と証言している。

### 飼育記録
飼育は難しい種ではあるが、同じく外洋性のサメであるヨシキリザメやアオザメよりは飼育環境に慣れやすい。
海外では、1992年9月21日にアメリカ海洋漁業局が北緯10°の赤道付近海域で捕えた70cm、4.5kgの雄の幼魚がワイキキ水族館に運ばれ、直径6m程の水槽で飼育された。この個体は翌日に餌のイカを食べ始めたが、吻先の傷が深かったため、海洋生物研究所の飼育施設に移され観察がなされた。しかし吻先の傷が治らず、約1年3か月後に死亡した。バハマにある水族館施設のコーラルワールドでは1989年5月に捕らえた1.2mの雄のヨゴレを1.5時間かけて輸送し展示水槽に搬入した。展示水槽でペレスメジロザメやコモリザメと混泳し、餌も数日で食べ始めた。しかし、飼育数か月で餌を受け付けなくなり、飼育1年後には水槽に胸鰭を擦り始め、状態の改善が見られなかったため、1990年10月に放流された。時期は不明だが、インドネシアのジャカルタ・アクアリウムでは1mのヨゴレを2日間かけて輸送し、1.5mになるまで飼育した。モントレーベイ水族館では2000年10月に捕らえた、1.5m、22kgの雌のヨゴレを2003年12月22日に感染症で死亡するまで飼育した。
日本国内では1988年以前に国営沖縄記念公園水族館が「黒潮の海」水槽(1,100t)で展示に成功し約7か月間飼育したが混泳していたオオメジロザメに被食された。